# سرزمین موعود (فیلم ۱۹۸۶)
«سرزمین موعود» (انگلیسی: The Promised Land (1986 film)) یک فیلم است.